# Баранова, Ефросинья Васильевна
Ефросинья Васильевна Баранова (1922 — 11 февраля 1999) — передовик советского сельского хозяйства, звеньевая колхоза «Слава» Дубровского района Брянской области, Герой Социалистического Труда (1966).

## Биография
Родилась в 1922 году в деревне Туреевке Дубровского района Брянской области в русской семье. С раннего детства стала трудиться в сельском хозяйстве. В данном селе всегда активно выращивали лён, здесь проживали династии потомственных льноводов. В 1939 году она была назначена звеньевой льноводов. Трудилась старательно и прилежно. В годы Великой Отечественной войны находилась на оккупированной территории. После освобождения Брянской области в 1943 году вернулась к мирному труду в сельском хозяйстве.
Баранова сумела добиться высоких производственных результатов по выращиванию льна, стала лучшей звеньевой Дубровского района. Её коллектив возделывал только лучшие сорта этой культуры, а семеноводческий колхоз "Слава" добивался самых высоких результатов. Ефросинья васильевна дважды принимала участие в выставке достижений народного хозяйства и привозила высокие награды и медали.
За успехи, достигнутые в увеличении производства и заготовок подсолнечника, льна, конопли, хмеля и других технических культур, Указом Президиума Верховного Совета СССР от 30 апреля 1966 года Ефросинье Васильевне Барановой было присвоено звание Героя Социалистического Труда с вручением ордена Ленина и золотой медали «Серп и Молот».
В дальнейшем продолжала трудовую деятельность. 25 мая 1966 года на границе с Орловской области Барановой было доверено право встретить с хлебом и солью первого космонавта СССР Юрия Гагарина. Восьмую пятилетку звено Барановой также завершило с хорошими результатами, план был перевыполнен. Трудилась в колхозе до выхода на заслуженный отдых, после чего покинула Дубровский район.
Проживала в посёлке Кузьмино Брянского района Брянской области. Умерла 11 февраля 1999 года.

## Награды
За трудовые успехи удостоена:
- золотая звезда «Серп и Молот» (30.04.1966),
- орден Ленина (30.04.1966),
- другие медали.

## Память
- 22 сентября 2017 года в честь Героя Социалистического Труда Барановой Е.В. в деревне Пеклино Дубровского района была установлена и открыта мемориальная доска.